# 株式会社プロキュアメントステーション
1. 転送 プロキュアメントステーション